# Verso una nuova vita
Verso una nuova vita (Rain Down) è un film del 2010 diretto da Garwin Sanford.